# Масири
Масири́ (перс. مصيرئ‎) — небольшой город на юге Ирана, в провинции Фарс. Административный центр шахрестана Ростам. По данным переписи, на 2006 год население составляло 5365 человек.

## География
Город находится в северо-западной части Фарса, в горной местности юго-восточного Загроса, на высоте 1058 метров над уровнем моря.
Масири расположен на расстоянии приблизительно 115 километров к северо-западу от Шираза, административного центра провинции и на расстоянии 600 километров к югу от Тегерана, столицы страны.